# Jacques Le Gall
Ne doit pas être confondu avec Jacques Le Gall (résistant).
Pour les articles homonymes, voir Le Gall.
Jacques Le Gall est une série de bande dessinée d'aventure franco-belge créée par le scénariste Jean-Michel Charlier et le dessinateur MiTacq pour le lancement de l’hebdomadaire  Pilote en octobre 1959.
La série met en scène Jacques Le Gall, un jeune scout solitaire qui résout des énigmes à travers le monde. Contrairement à La Patrouille des Castors, créée cinq ans plus tôt par les deux auteurs dans Spirou, Jacques Le Gall vise un public plus âgé et fait moins référence à l'univers du scoutisme.
Ses six récits ont été publiés dans Pilote entre 1959 et 1967, en lavis pour les deux  premiers, en couleurs pour les quatre suivants. Ils ont été repris dans Spirou entre 1976 et 1980 puis édités en albums à diverses reprises par Dupuis dans les années 1980 et 1990.

## Historique de publication
Avant que le magazine Pilote ne voie le jour, Jean-Michel Charlier (1924-1989) propose à son acolyte, Michel Tacq, alias MiTacq (1927-1994), de dessiner une nouvelle aventure sur un adolescent curieux, qui se déroule parmi des mystères angoissants. La série s'appelle Jacques Le Gall.
La série ne compte que six épisodes d'octobre 1959 à avril 1967 dans le magazine Pilote et est reprise dans le Journal de Spirou de 1976 à 1980. Cette dernière année, Dupuis décide de les mettre en forme d'albums au format normal dans la collection Péchés de jeunesse.
Le jeune assistant René Follet réalise la plupart des crayonnés du Secret des Templiers et colorie les vingt premières planches des Naufrageurs.
Au moment du décès de Jean-Michel Charlier en 1989, celui-ci envisageait une reprise de la série avec Jean-Charles Kraehn au dessin. Une planche d'essai a ainsi été réalisée.

## Résumé des histoires
Jeune adolescent, Jacques Le Gall est un scout solitaire qui, en se confrontant à certains mystères, vit des aventures trépidantes.

### Le Lac de l'épouvante
Cette histoire s'inspire des rumeurs au sujet d'un trésor nazi immergé dans le Lac Toplitz.

## Publications

### Périodiques

#### Pilote
- Jacques Le Gall contre l’ombre (1959-60, du no 1 au no 61)
- Le Lac de l’épouvante (1961-62, du no 65 au no 129)
- L'Œil de Kali (1962-63, du no 138 au no 183)
- La Déesse noire (1963-64, du no 190 au no 238)
- Le Secret des Templiers (1965-66, du no 309 au no 349)
- Les Naufrageurs (1966-67, du no 363 au no 390)

#### Journal de Spirou
- Jacques Le Gall contre l’ombre (1976, du no 1979 au no 1986)
- Le Lac de l’épouvante (1976, du no 2018 au no 2026)
- Le Secret des Templiers (1977, du no 2063 au no 2071)
- L'Œil de Kali (1978, du no 2124 au no 2135)
- La Déesse noire (1980, du no 2188 au no 2198)
- Les Naufrageurs (1980, du no 2224 au n°no 2235)

### Albums
- Jacques Le Gall, Dupuis, coll. « Péchés de jeunesse » :

1. L'Œil de Kali, 1er trimestre 1980  (ISBN 280010712X).
2. La Déesse noire, 1er trimestre 1981  (ISBN 2800107332).
3. Les Naufrageurs, 1er trimestre 1985  (ISBN 2800110872).

- Jacques Le Gall : Premières aventures, Dupuis, 2e trimestre 1984  (ISBN 2800110309)[3].
- Tout MiTacq, Dupuis :

1. Jacques Le Gall : le Randonneur de l'aventure, octobre 1996 (ISBN 2800123451)[4].
2. Jacques Le Gall : Les Trésors cachés, juin 1997  (ISBN 2800124423)[3].